# New York Film Critics Circle Awards 1998
La 64ª edizione della cerimonia dei New York Film Critics Circle Awards, annunciata il 16 dicembre 1998, si è tenuta il 10 gennaio 1999 ed ha premiato i migliori film usciti nel corso del 1998.

## Vincitori e candidati

### Miglior film
- Salvate il soldato Ryan (Saving Private Ryan), regia di Steven Spielberg
- Affliction, regia di Paul Schrader
- Happiness - Felicità (Happiness), regia di Todd Solondz

### Miglior regista
- Terrence Malick - La sottile linea rossa (The Thin Red Line)
- Steven Spielberg - Salvate il soldato Ryan (Saving Private Ryan)
- Paul Schrader - Affliction

### Miglior attore protagonista
- Nick Nolte - Affliction
- Ian McKellen - Demoni e dei (Gods and Monsters)
- Brendan Gleeson - The General

### Miglior attrice protagonista
- Cameron Diaz - Tutti pazzi per Mary (There's Something About Mary)
- Fernanda Montenegro - Central Station
- Renée Zellweger - La voce dell'amore (One True Thing) ed Il gioco dei rubini (A Price Above Rubies)

### Miglior attore non protagonista
- Bill Murray - Rushmore
- Dylan Baker - Happiness - Felicità (Happiness)

### Miglior attrice non protagonista
- Lisa Kudrow - The Opposite of Sex-L'esatto contrario del sesso (The Opposite of Sex)
- Judi Dench - Shakespeare in Love

### Miglior sceneggiatura
- Marc Norman e Tom Stoppard - Shakespeare in Love
- Todd Solondz - Happiness - Felicità (Happiness)
- Wes Anderson ed Owen Wilson - Rushmore

### Miglior film in lingua straniera
- Festen - Festa in famiglia (Festen), regia di Thomas Vinterberg • Danimarca/Svezia
- Central do Brasil, regia di Walter Salles • Brasile/Francia
- Il sapore della ciliegia (طعم گيلاس), regia di Abbas Kiarostami • Iran

### Miglior film di saggistica
- The Farm: Angola, USA, regia di Liz Garbus, Wilbert Rideau e Jonathan Stack
- The Cruise, regia di Bennett Miller

### Miglior fotografia
- John Toll - La sottile linea rossa (The Thin Red Line)

### Miglior opera prima
- Richard Kwietniowski - Amore e morte a Long Island (Love and Death on Long Island)
- Don Roos - The Opposite of Sex-L'esatto contrario del sesso (The Opposite of Sex)
- Vincent Gallo - Buffalo '66

### Menzione speciale
- Rick Schmidlin - L'infernale Quinlan (Touch of Evil)